# Mandres-la-Côte
Pour les articles homonymes, voir Mandres (homonymie).
Mandres-la-Côte est une commune française située dans le département de la Haute-Marne, en région Grand Est.

## Géographie

### Localisation

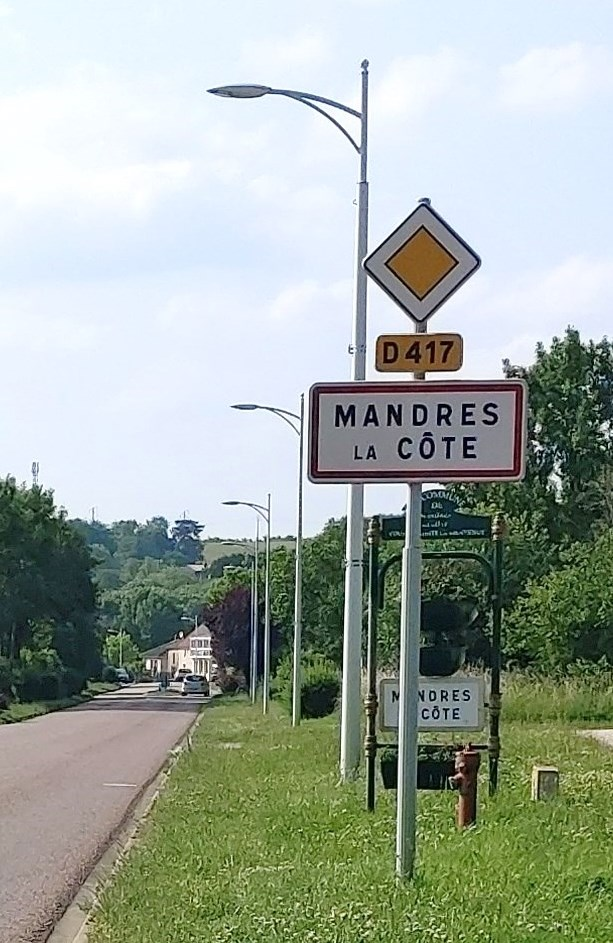
L'entrée du village venant de Nogent.

Les habitants de Mandres-la-Côte sont appelés les Mandrins et Mandrines. La commune s'étend sur 11,3 km2 et compte 521 habitants en 2014. Avec une densité de 48 habitants par km2, Mandres-la-Côte a connu une nette hausse de 30,4 % de sa population par rapport à 1999. L'église découverte au croisement de deux rues principales reste le point central du village. L'alignement des maisons le long des trois rues principales offre la variante de village rue Y (Y barré). Les parcelles constituant le village présentent dans le sens de la longueur verger, jardin, bâti, rue. La voie romaine de Langres à Naix (Meuse) traverse son territoire (approximativement la route actuelle Nogent ↔ Ageville). Il est traversé par la route départementale no 1, axe important reliant la région parisienne et le Sud de la France. Entourée par les communes de Sarcey, Lanques-sur-Rognon  Biesles et Nogent, Mandres-la-Côte est située à 4 km de Nogent (cité de la coutellerie), à 18 km de Chaumont (préfecture) et 18 km de Langres (classée ville d'art et d'histoire, notamment grâce à ses remparts spectaculaires, et membre des associations ville fleurie et ville internet).

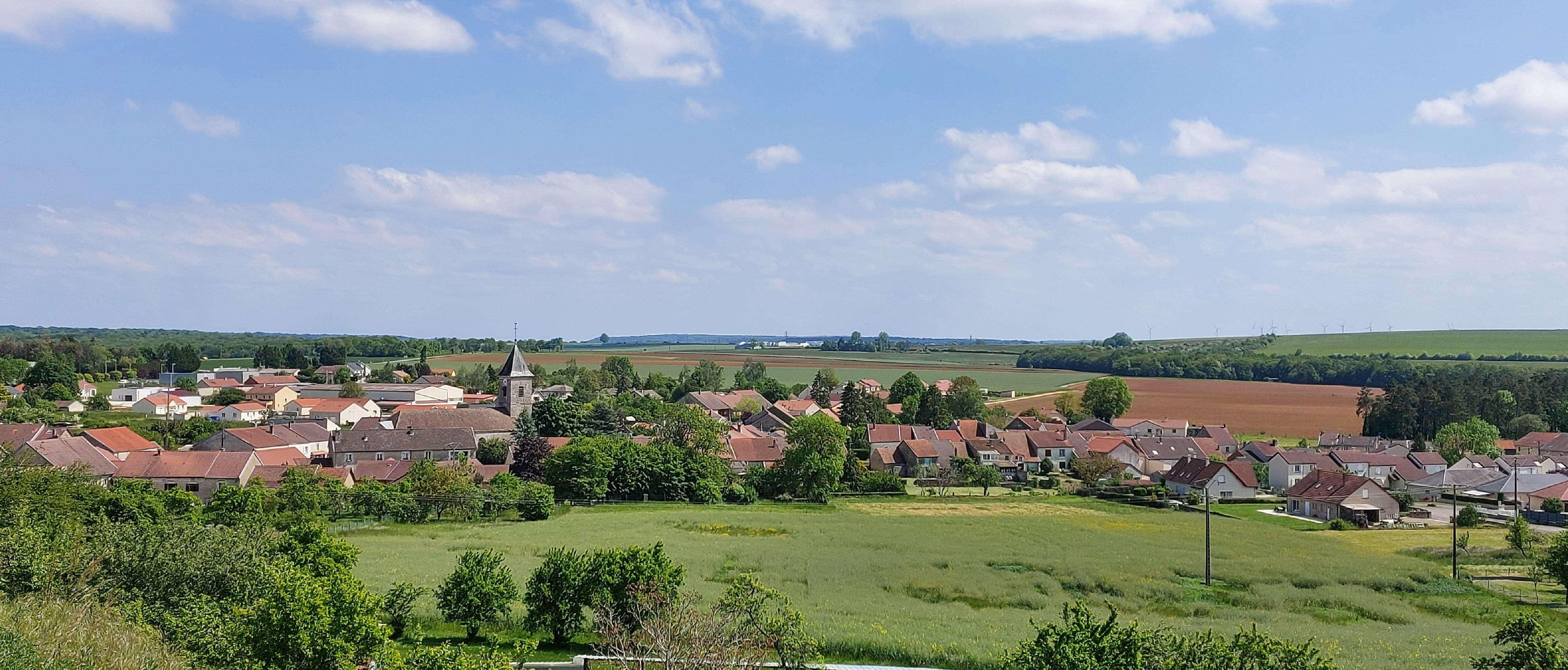
Vue d'ensemble de Mandres-la-Côte.

| Biesles | Ageville        | Lanques-sur-Rognon |
| Sarcey  | Mandres-la-Côte |                    |
|         | Nogent          |                    |

### Hydrographie
La commune est dans la région hydrographique « la Seine de sa source au confluent de l'Oise (exclu) » au sein du bassin Seine-Normandie. Elle est drainée par le ruisseau de Moiron, le ruisseau du Pecheux et le ruisseau du Vechet,.

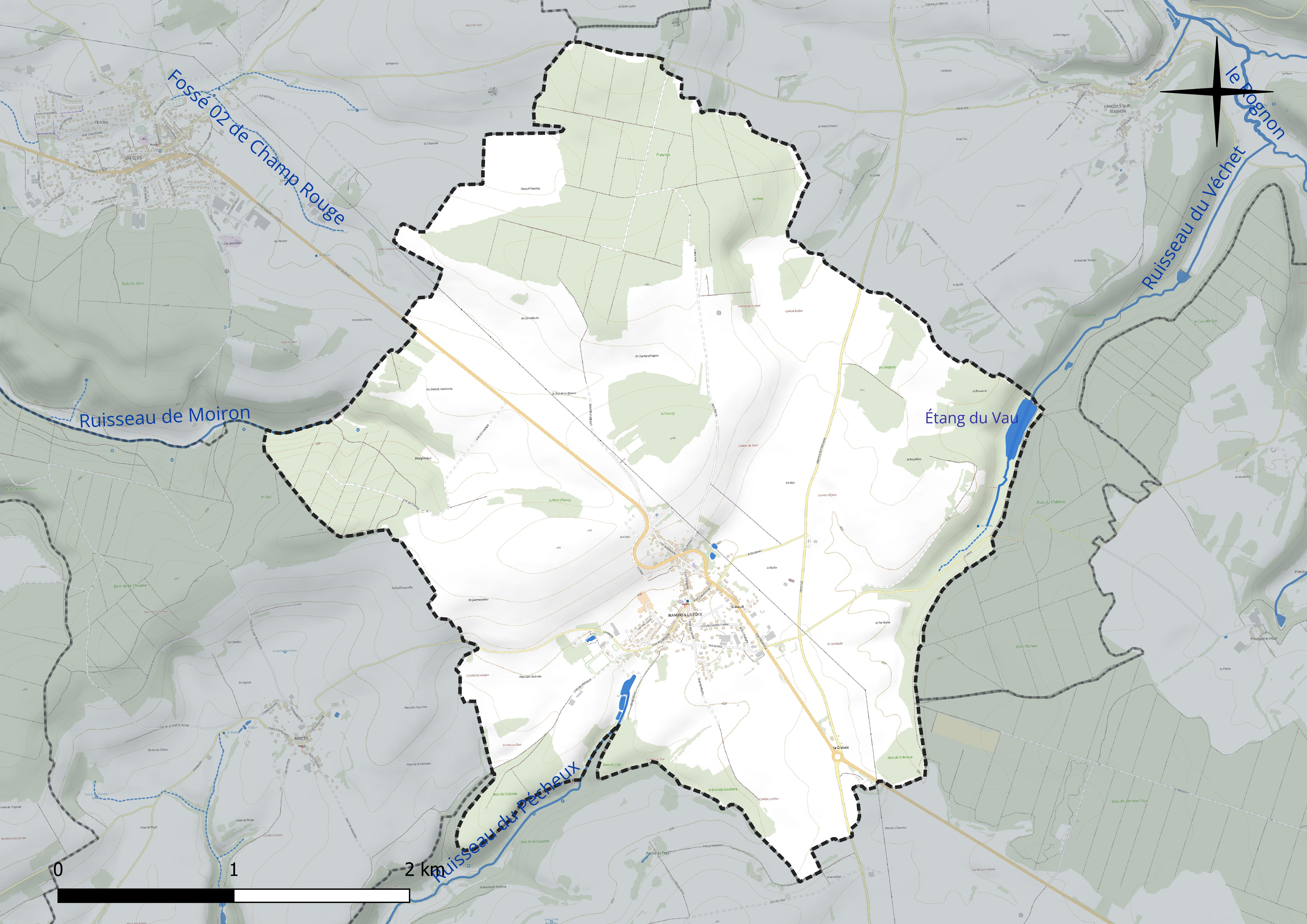
Réseau hydrographique de Mandres-la-Côte.

Un plan d'eau complète le réseau hydrographique : l'étang du Vau (2,9 ha),.

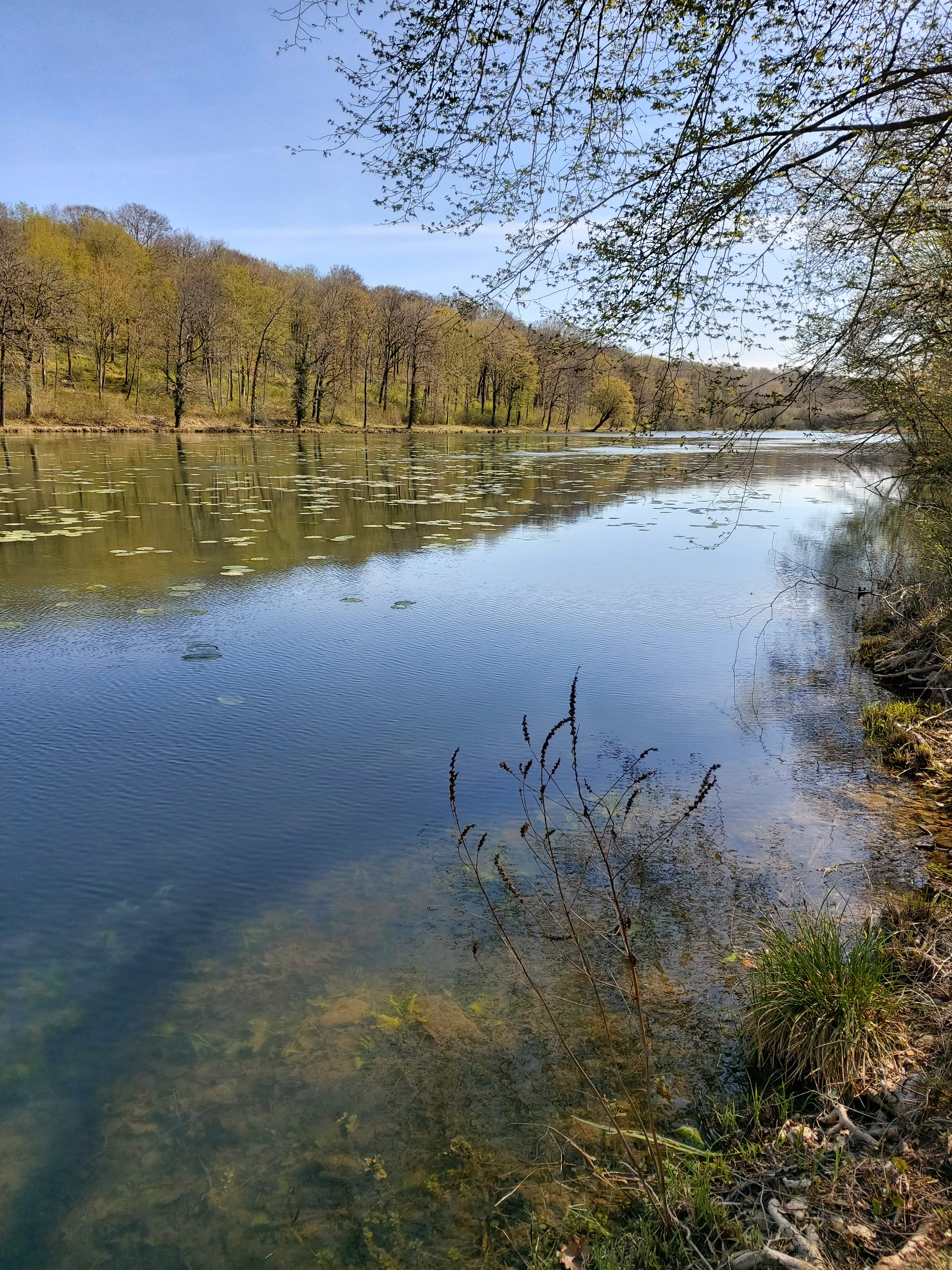
L'étang du Vau à Mandres la Côte.

### Climat
Pour des articles plus généraux, voir Climat du Grand Est et Climat de la Haute-Marne.

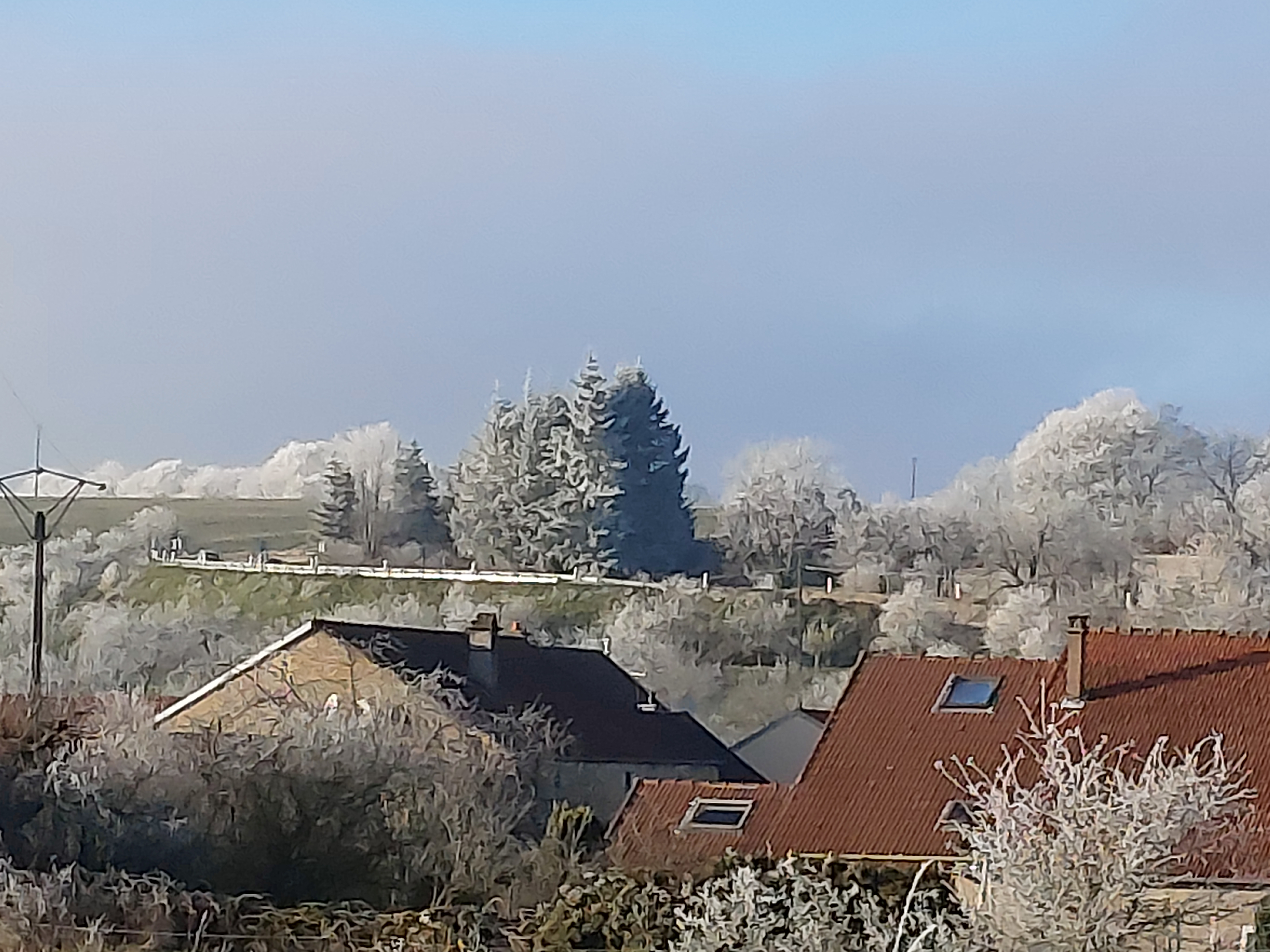
Mandres-la-Côte en hiver et ses virages.

En 2010, le climat de la commune est de type climat de montagne, selon une étude du Centre national de la recherche scientifique s'appuyant sur une série de données couvrant la période 1971-2000. En 2020, Météo-France publie une typologie des climats de la France métropolitaine dans laquelle la commune est exposée à un climat océanique altéré et est dans la région climatique  Lorraine, plateau de Langres, Morvan, caractérisée par un hiver rude (1,5 °C), des vents modérés et des brouillards fréquents en automne et hiver.
Pour la période 1971-2000, la température annuelle moyenne est de 9,2 °C, avec une amplitude thermique annuelle de 16,6 °C. Le cumul annuel moyen de précipitations est de 981 mm, avec 13,6 jours de précipitations en janvier et 9,4 jours en juillet. Pour la période 1991-2020, la température moyenne annuelle observée sur la station météorologique de Météo-France la plus proche, « Is-en-Bassigny », sur la commune d'Is-en-Bassigny à 9 km à vol d'oiseau, est de 10,0 °C et le cumul annuel moyen de précipitations est de 873,6 mm. 
La température maximale relevée sur cette station est de 38,7 °C, atteinte le 25 juillet 2019 ; la température minimale est de −19,3 °C, atteinte le 20 décembre 2009,,.
Les paramètres climatiques de la commune ont été estimés pour le milieu du siècle (2041-2070) selon différents scénarios d'émission de gaz à effet de serre à partir des nouvelles projections climatiques de référence DRIAS-2020. Ils sont consultables sur un site dédié publié par Météo-France en novembre 2022.

## Urbanisme

### Typologie
Au 1er janvier 2024, Mandres-la-Côte est catégorisée commune rurale à habitat dispersé, selon la nouvelle grille communale de densité à sept niveaux définie par l'Insee en 2022.
Elle est située hors unité urbaine. Par ailleurs la commune fait partie de l'aire d'attraction de Chaumont, dont elle est une commune de la couronne,. Cette aire, qui regroupe 112 communes, est catégorisée dans les aires de 50 000 à moins de 200 000 habitants,.

### Occupation des sols
L'occupation des sols de la commune, telle qu'elle ressort de la base de données européenne d’occupation biophysique des sols Corine Land Cover (CLC), est marquée par l'importance des territoires agricoles (66,1 % en 2018), en diminution par rapport à 1990 (66,9 %). La répartition détaillée en 2018 est la suivante : 
terres arables (62,7 %), forêts (30,8 %), zones urbanisées (3,2 %), zones agricoles hétérogènes (2,3 %), prairies (1 %).

L'IGN met par ailleurs à disposition un outil en ligne permettant de comparer l’évolution dans le temps de l’occupation des sols de la commune (ou de territoires à des échelles différentes). Plusieurs époques sont accessibles sous forme de cartes ou photos aériennes : la carte de Cassini (XVIIIe siècle), la carte d'état-major (1820-1866) et la période actuelle (1950 à aujourd'hui).

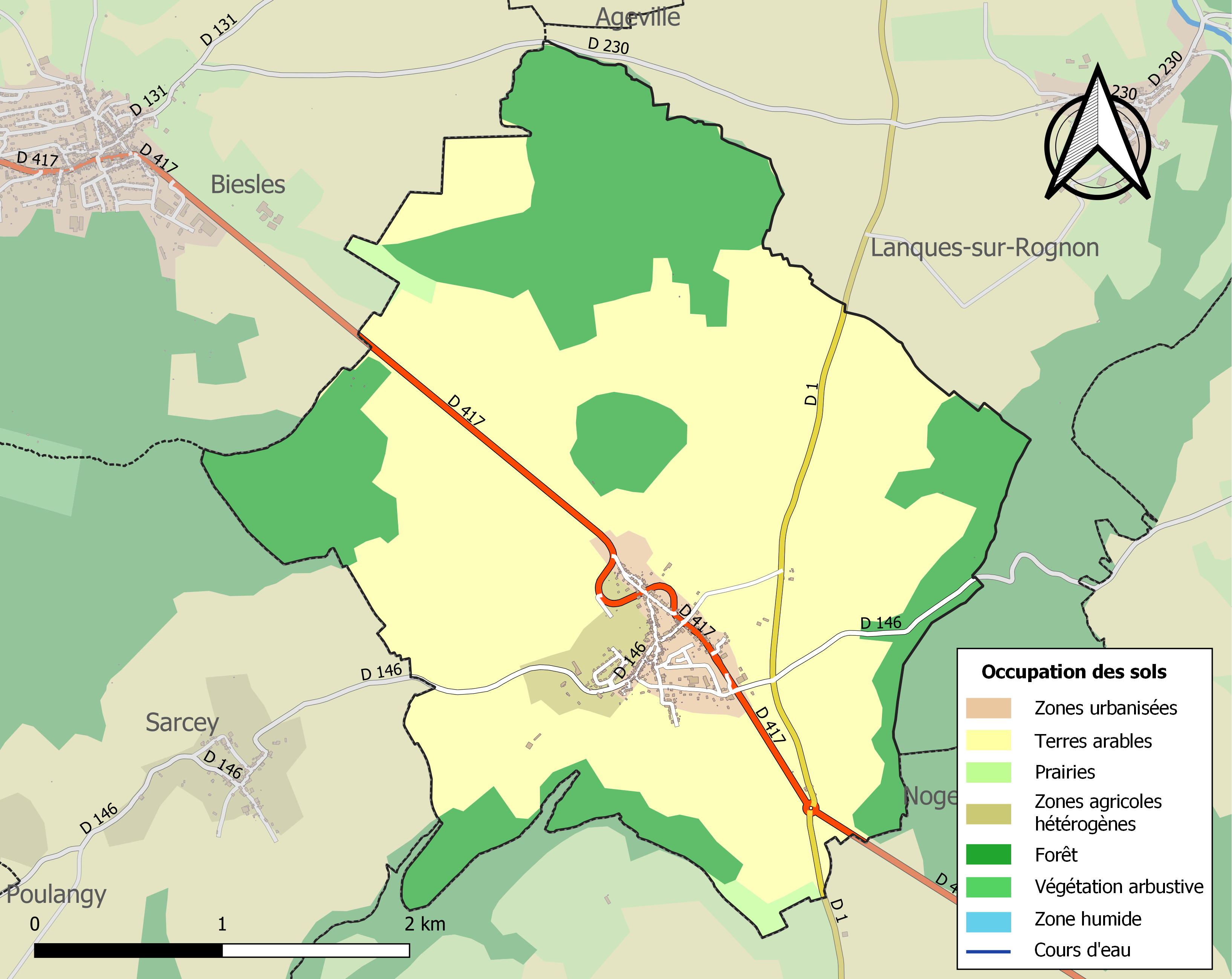
Carte des infrastructures et de l'occupation des sols de la commune en 2018 (CLC).

## Toponymie
Le nom de la localité est attesté sous les formes Villa Mandris (1160) ; Mandres in Ornois (1230) ; Mandres (1239) ; Manres (vers 1252) ; « Decima de Mandris en Ornois » (1256) ; Mandres en Ournoys (1273) ; Manre (1326) ; Mandre (XIVe siècle) ; Mande (1436) ; Mandres (1769).

Du latin tardif mandra, de l,ancien français mandre qui signifie  « étable, bergerie », pluriel de l'oil mandre « parc à moutons, cabane des bergers, cellule d'ermite ». Le terme Mandres viendrait du terme mandre voulant dire « monastère ». A son origine, Mandres était un groupe de maisons de pasteurs, petit établissement religieux à tendance agricole. 
En 1925 Mandres devient Mandres-La-Côte.
Des sources historiques précisent qu'au lieu-dit « A la Côte », on rencontrait des ruines de constructions qu'on croit être celles d'un couvent détruit depuis longtemps.

## Histoire
Mandres (cabane, bergerie) était à son origine un groupe de maisons de pasteurs, petit établissement religieux à tendance agricole.
Mandres apparaît dans l'histoire, vers 1160, dans la charte de l'évêque de Langres au sujet des donations faites à l'abbaye de la Crête par Albéric de Prey et portant sur les droits d'usage de pâture  sur le territoire  En 1230, Raoul étant sur le point d'entrer dans l'ordre du Val-des-Écoliers donna à ce monastère une partie des dîmes de Mandres. Lors d'un différend en 1364 entre les seigneurs de Vergy et d'Aigremont, Huart de Mandres est mentionné comme témoin. La charte d'affranchissement des habitants de Perrusse en 1373 voit Guillaume Cuisse de Mandres comme tabellion. En 1789, Mandres dépendait de la province de Champagne, bailliage de Chaumont, prévôté de Nogent-le-Roi, élection de Langres. Son église, dédiée à la Nativité de la Sainte Vierge, était du diocèse de Langres, doyenné d'Is-en-Bassigny. La présentation de la cure appartenait au chapitre de Langres.
Lors de la  grande guerre en décembre 1918 , les troupes américaines basées à Mandres ont reçu la visite du président des États-Unis , Woodrow Wilson . 
Deux changements de nom de Mandres-la-Côte (Villa Mandris (1160)) ont été référencés au cours de l'histoire de la commune :
- 1793 : Mandres ;
- 1925 : Mandres-la-Côte.

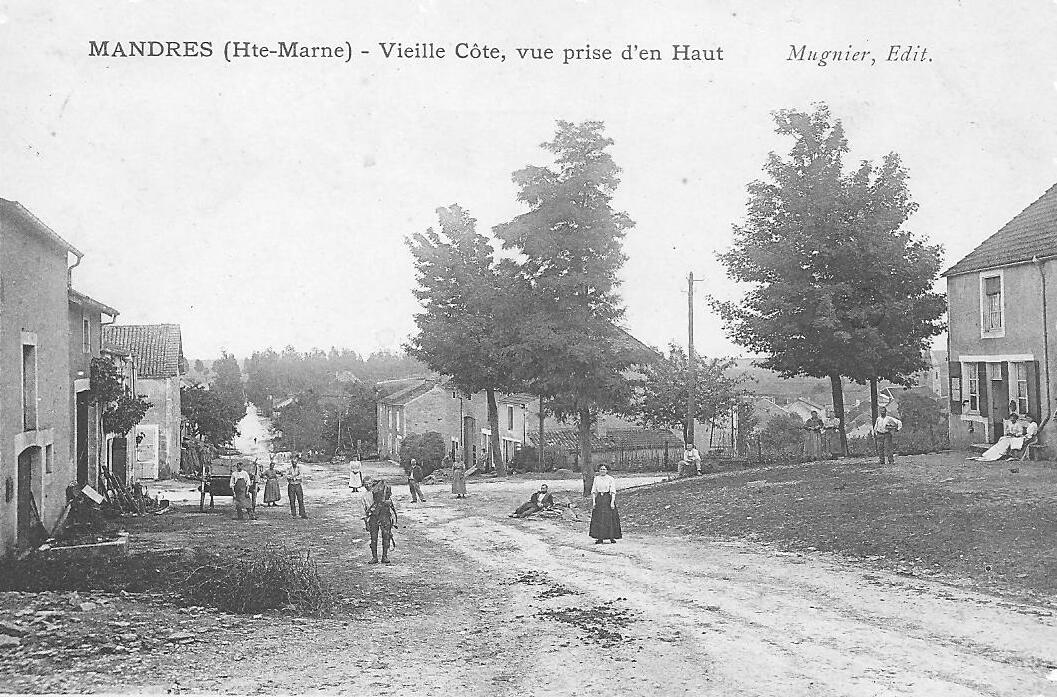
la vieille Côte vue d'en haut (1915)
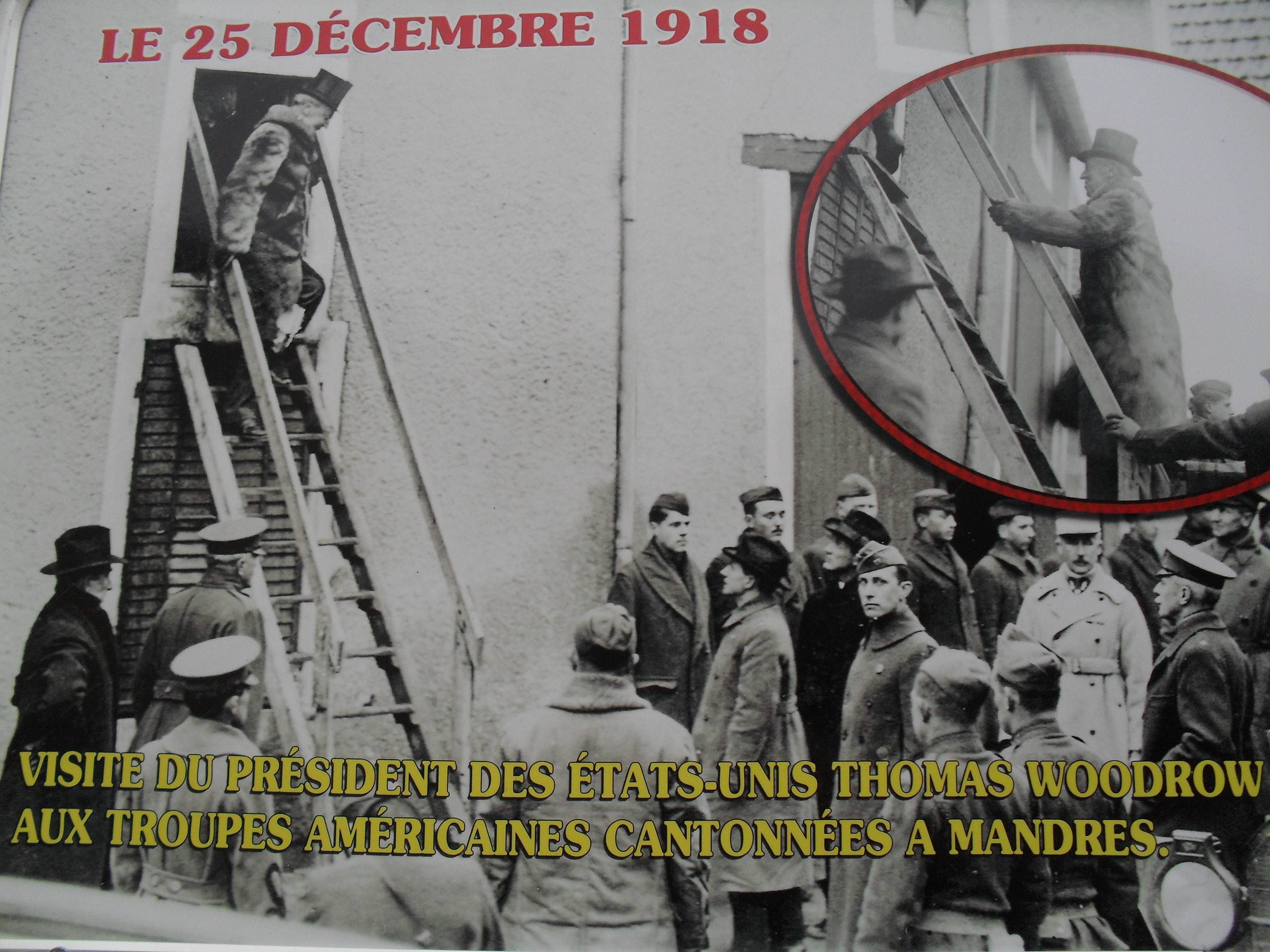
Le président américain Wilson en inspection des troupes
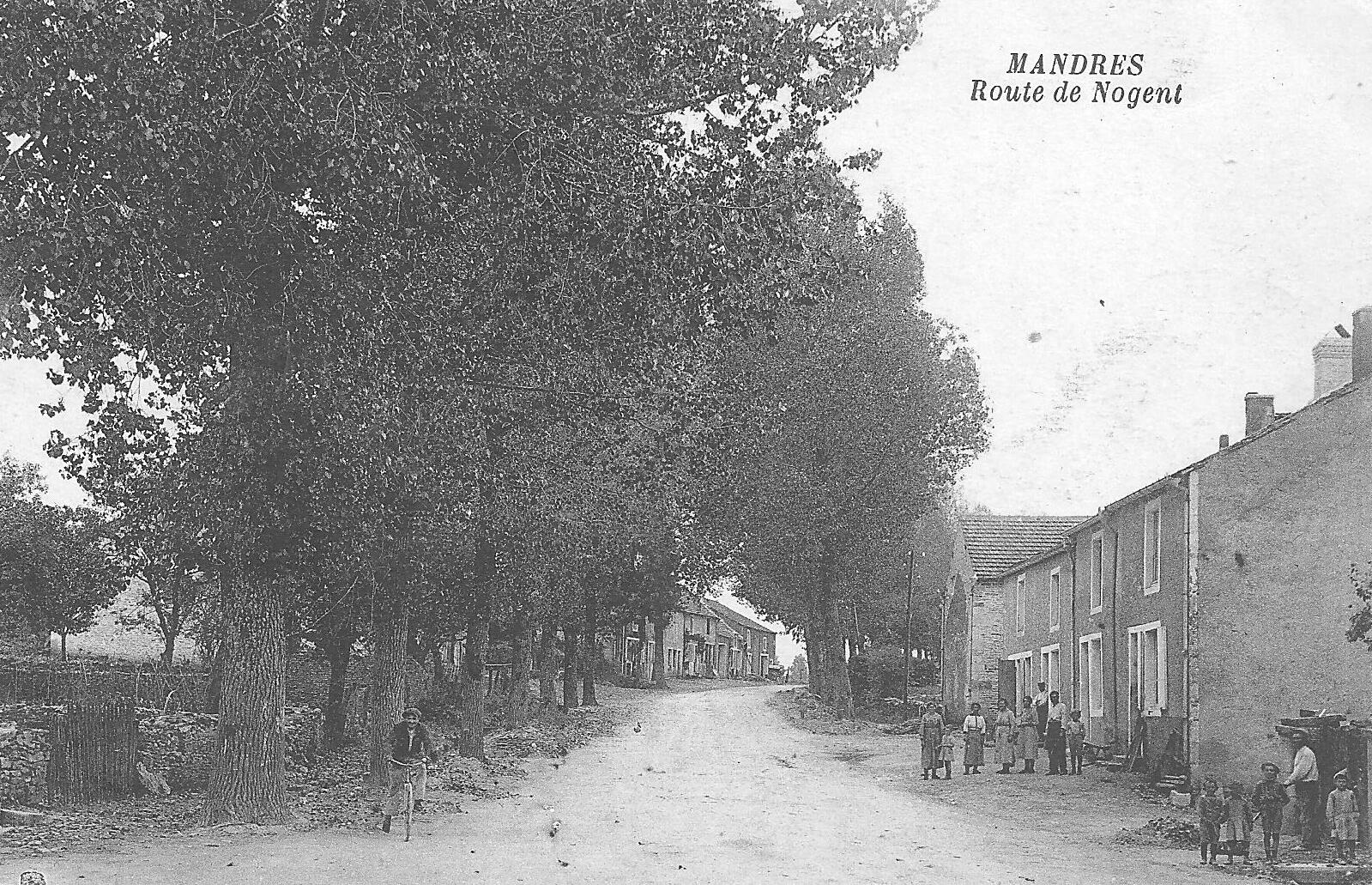
vue ancienne de la route de Nogent
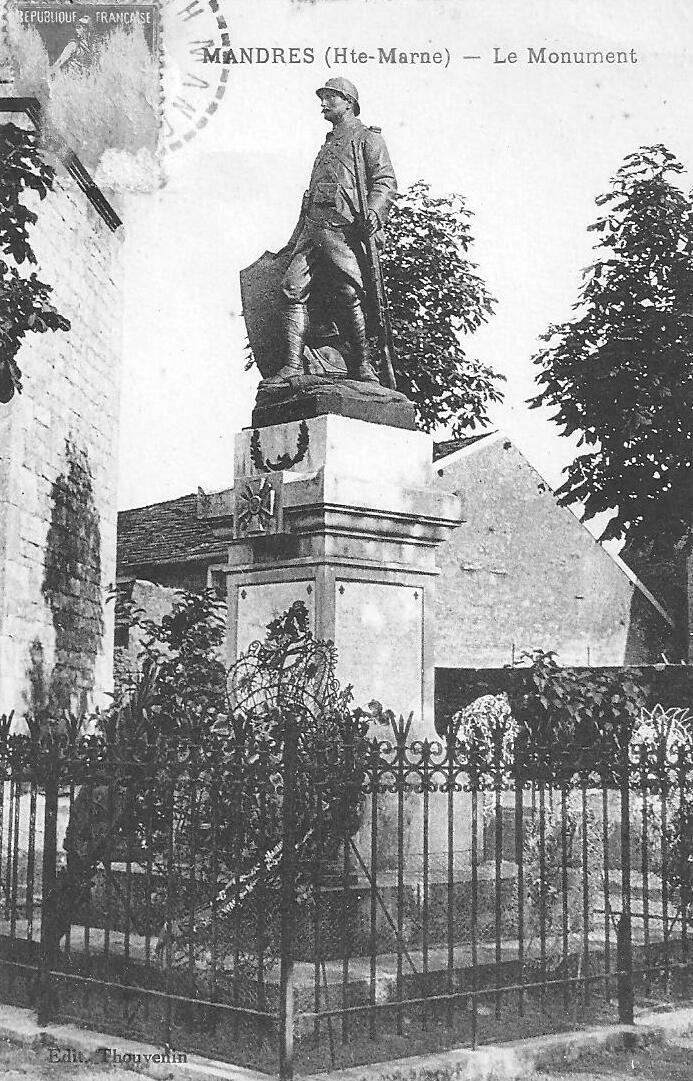
L'ancien monument aux morts de Mandres

## Politique et administration
| Période                                  | Période       | Identité              | Étiquette | Qualité |
| ---------------------------------------- | ------------- | --------------------- | --------- | ------- |
| Les données manquantes sont à compléter. |               |                       |           |         |
| 1808                                     | 1816          | Etienne Lambert       |           |         |
| 1816                                     | 1818          | Nicolas Parisot       |           |         |
| 1818                                     | 1834          | Hilaire Legros        |           |         |
| 1835                                     | 1840          | Pierre Legros         |           |         |
| 1840                                     | 1851          | Joseph Voillequin     |           |         |
| 1851                                     | 1861          | Nicolas Didier        |           |         |
| 1862                                     | 1870          | Pierre Nicolas Didier |           |         |
| 1870                                     | 1871          | Joseph Félix Bruant   |           |         |
| 1871                                     | 1876          | Nicolas Léon Thourot  |           |         |
| 1876                                     | 1887          | Félix Bruant          |           |         |
| 1887                                     | 1888          | Auguste Didier        |           |         |
| 1888                                     | 1895          | Léon Thourot          |           |         |
| 1895                                     | 1903          | Jean Baptiste Gruot   |           |         |
| 1904                                     | 1919          | Félicien Lambert      |           |         |
| août 1919                                | décembre 1919 | Nicolas Vaugien       |           |         |
| 1919                                     | 1954          | Albert Moussu         |           |         |
| 1954                                     | 1958          | Claude Louarn         |           |         |
| 1958                                     | 1959          | André Lemoine         |           |         |
| 1959                                     | 1967          | René Ravier           |           |         |
| 1967                                     | 1977          | André Jacques         |           |         |
| 1977                                     | 1983          | Roger Horiot          |           |         |
| 1983                                     | 1988          | Anne-Marie Legros     |           |         |
| 1988                                     | 2020          | Gilbert Georgemel     |           |         |
| 2020                                     | en cours      | Isabelle Lardin       |           |         |

## Population et société

### Démographie
L'évolution du nombre d'habitants est connue à travers les recensements de la population effectués dans la commune depuis 1793. Pour les communes de moins de 10 000 habitants, une enquête de recensement portant sur toute la population est réalisée tous les cinq ans, les populations de référence des années intermédiaires étant quant à elles estimées par interpolation ou extrapolation. Pour la commune, le premier recensement exhaustif entrant dans le cadre du nouveau dispositif a été réalisé en 2008.

En 2022, la commune comptait 558 habitants, en évolution de +6,08 % par rapport à 2016 (Haute-Marne : −4,62 %, France hors Mayotte : +2,11 %).
| 1793 | 1800 | 1806 | 1821 | 1831 | 1836 | 1841 | 1846 | 1851 |
| ---- | ---- | ---- | ---- | ---- | ---- | ---- | ---- | ---- |
| 308  | 295  | 354  | 352  | 492  | 511  | 522  | 570  | 537  |

| 1856 | 1861 | 1866 | 1872 | 1876 | 1881 | 1886 | 1891 | 1896 |
| ---- | ---- | ---- | ---- | ---- | ---- | ---- | ---- | ---- |
| 563  | 590  | 602  | 615  | 611  | 594  | 590  | 571  | 555  |

| 1901 | 1906 | 1911 | 1921 | 1926 | 1931 | 1936 | 1946 | 1954 |
| ---- | ---- | ---- | ---- | ---- | ---- | ---- | ---- | ---- |
| 541  | 555  | 562  | 486  | 480  | 486  | 440  | 420  | 462  |

| 1962 | 1968 | 1975 | 1982 | 1990 | 1999 | 2006 | 2008 | 2013 |
| ---- | ---- | ---- | ---- | ---- | ---- | ---- | ---- | ---- |
| 498  | 472  | 420  | 402  | 392  | 418  | 501  | 525  | 522  |

| 2018 | 2022 | - | - | - | - | - | - | - |
| ---- | ---- | - | - | - | - | - | - | - |
| 549  | 558  | - | - | - | - | - | - | - |

## Économie

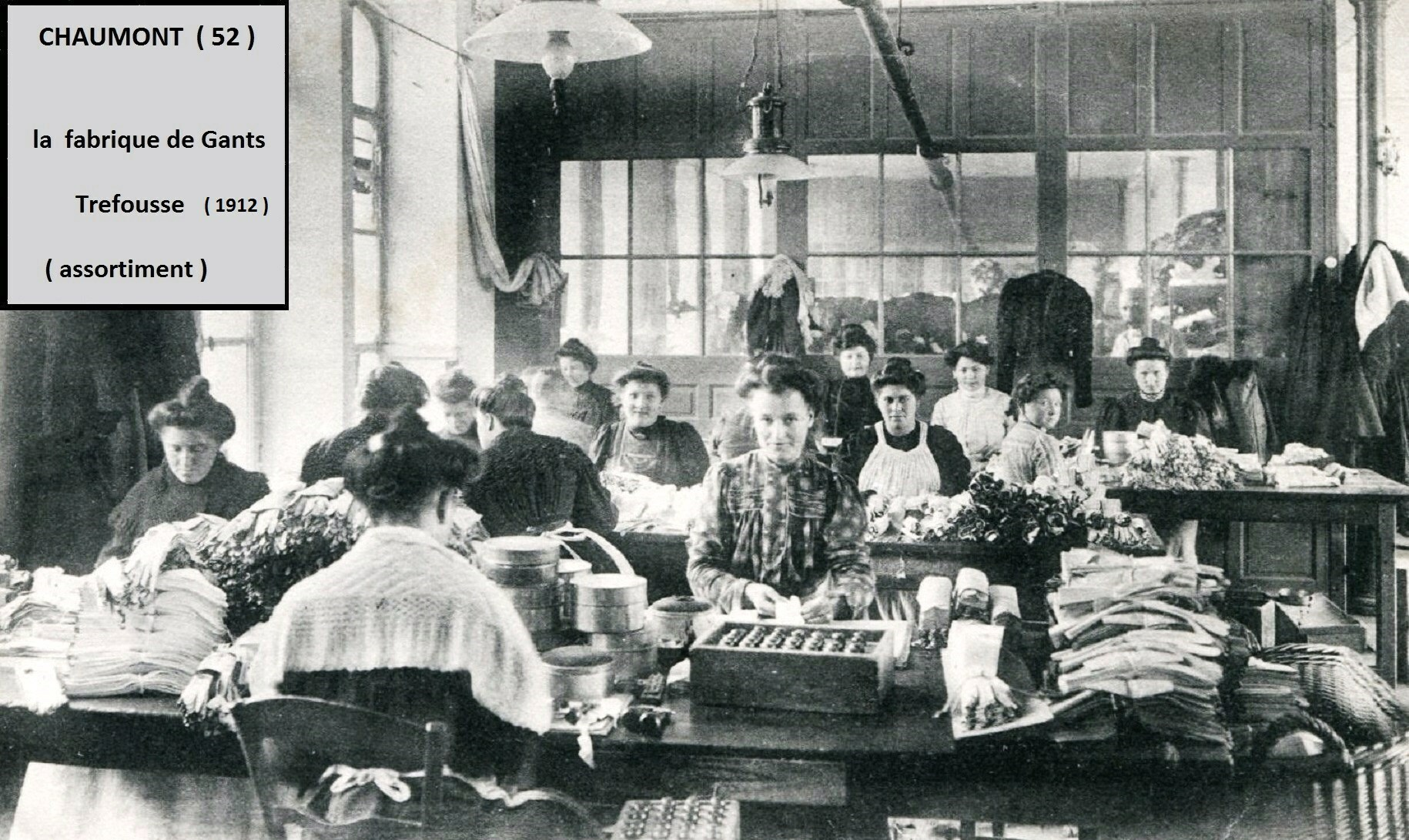
Fabrique de gants (Tréfousse) en 1912.

À partir du milieu du XVe siècle, l'industrie de la coutellerie, gagne le bassin nogentais et les maisons se transforment en petits ateliers. Les mandrins devenant des manouvriers, Mandres connaît le travail à domicile. Les ciseliers et polisseurs travaillent pour les industriels de Nogent, leurs épouses sont aussi gantières pour la ganterie « Tréfousse » (de Chaumont). À l'atelier de Mandres, elles piquaient ou surgetaient les pièces de façon à obtenir des paires de gants. Dans les années 1935/40, l'atelier a regroupé jusqu'à 20 personnes, mais à la fin des années 1960 la ganterie est sur le déclin. Après Grenoble (autre cité réputée pour sa ganterie), Chaumont est aussi touchée par la crise. L'atelier de Mandres travaillera sur des modèles de peau et laine, mais réduit à 5 ou 6 personnes, la ganterie fermera en avril 1973.
En 1914, on comptait 130 artisans et ouvriers ciseliers, 18 cultivateurs.
En 1972, il restait une boulangerie, 2 épiceries, 1 coopérative, 1 café, 1 plâtrier, 1 peintre, 2 garagistes, 7 artisans ciseliers et 9 cultivateurs.

## Culture locale et patrimoine

### Lieux et monuments

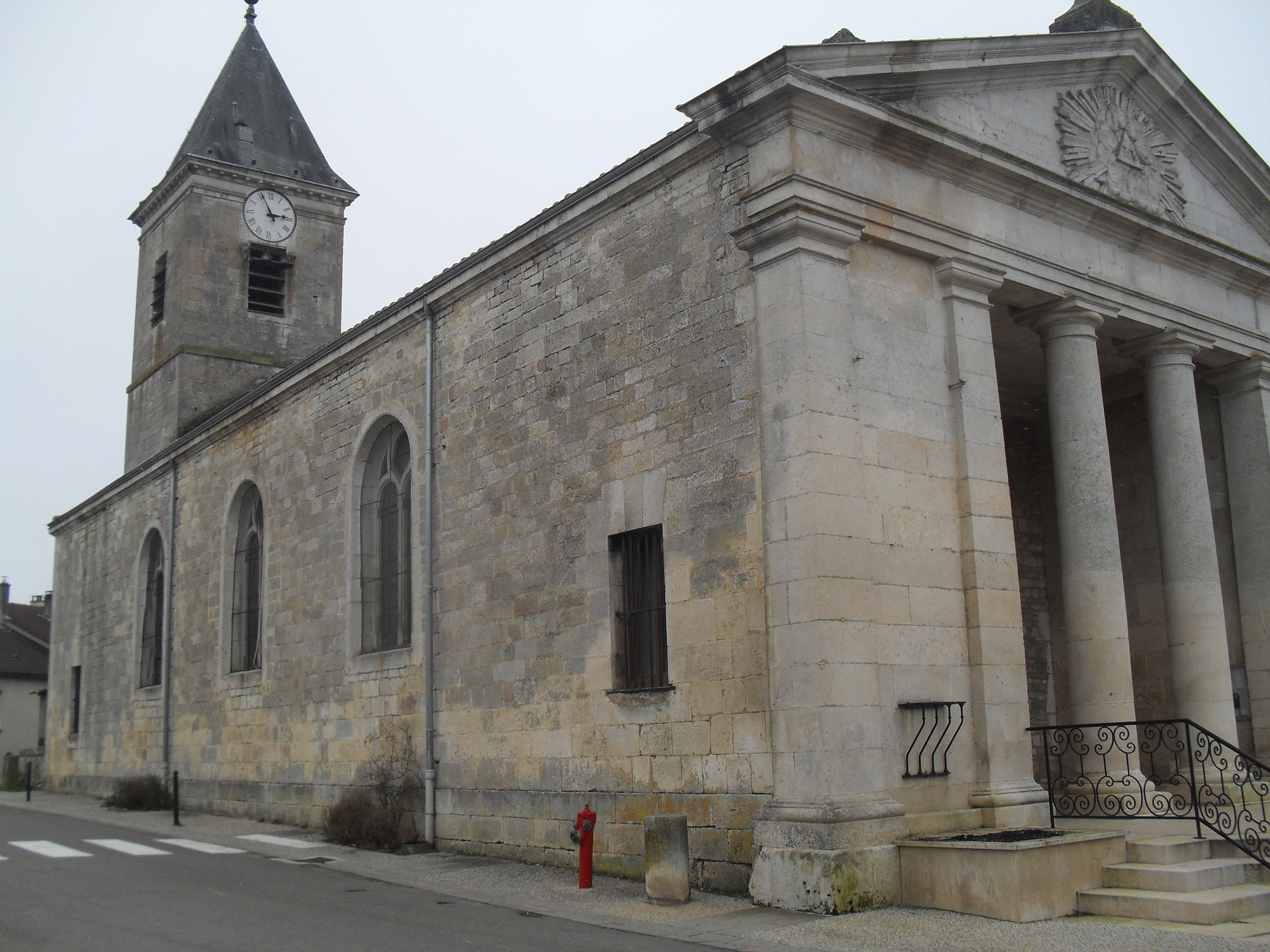
L'église de Mandres (coté Est)

Église paroissiale Notre-Dame-en-sa-Nativité
L'ancienne église datait du XVe siècle. Elle a été reconstruite en 1820 sur l'emplacement  de la première. En démolissant l'ancienne, un vase de terre rempli d'un grand nombre de pièces d'or et d'argent du XVe siècle fut trouvé sous les voutes. Ce trésor fut probablement caché là pendant les malheureuses guerres du règne de Charles VI. On y remarque une Vierge à l'enfant en polychrome du XVe siècle. Au mois de mai 1865,
l'Impératrice Eugénie, femme de l'empereur Napoléon III a fait don d'une croix et de 6 chandeliers à l'église de Mandres. Lors de la démolition du vieux cimetière, des pierres tombales ont été utilisées comme seuil de porte ou marche d'escalier.
Vue depuis le parvis de style Empire de la fin du néo-classicisme, la nouvelle architecture ressemble à un temple antique. Les 6 grandes baies pratiquées dans les murs en juillet 1889 laissent supposer, en ce qui concerne les sculptures découpant chaque vitrail, l'influence du style gothique.
Le lavoir
Il a été construit en moellons équarris du pays en 1875. Mais attardons nous sur ses beaux piliers de pierre et sur les corbeaux qui soutiennent les entraits de la charpente. Il couvre un lessivoir et sa façade est ouverte côté est.
Le musée « La ferme d'antan »
Au cœur d'une ferme haut-marnaise  on y retrouve l'ambiance de la Champagne rurale traditionnelle des années 1900. On y découvre la vie quotidienne, les gestes et le dur labeur de nos ancêtres au rythme des saisons. Les métiers du monde rural y sont représentés : garagiste, charron, couvreur, lavandière, apiculteur, sabotier...
Le musée « C'était hier »
Espace dédié au souvenir manouvrier, où l'on retrouve le ciselier traditionnel fabriquant des ciseaux dans son atelier. Sa femme dans l'autre pièce y confectionne des gants. Dans la grange, on y trouve des outils du XIXe siècle. À l'étage se trouve une reconstitution d'une salle de classe avec des photos de  classe.
L'étang du Vau : étang privé

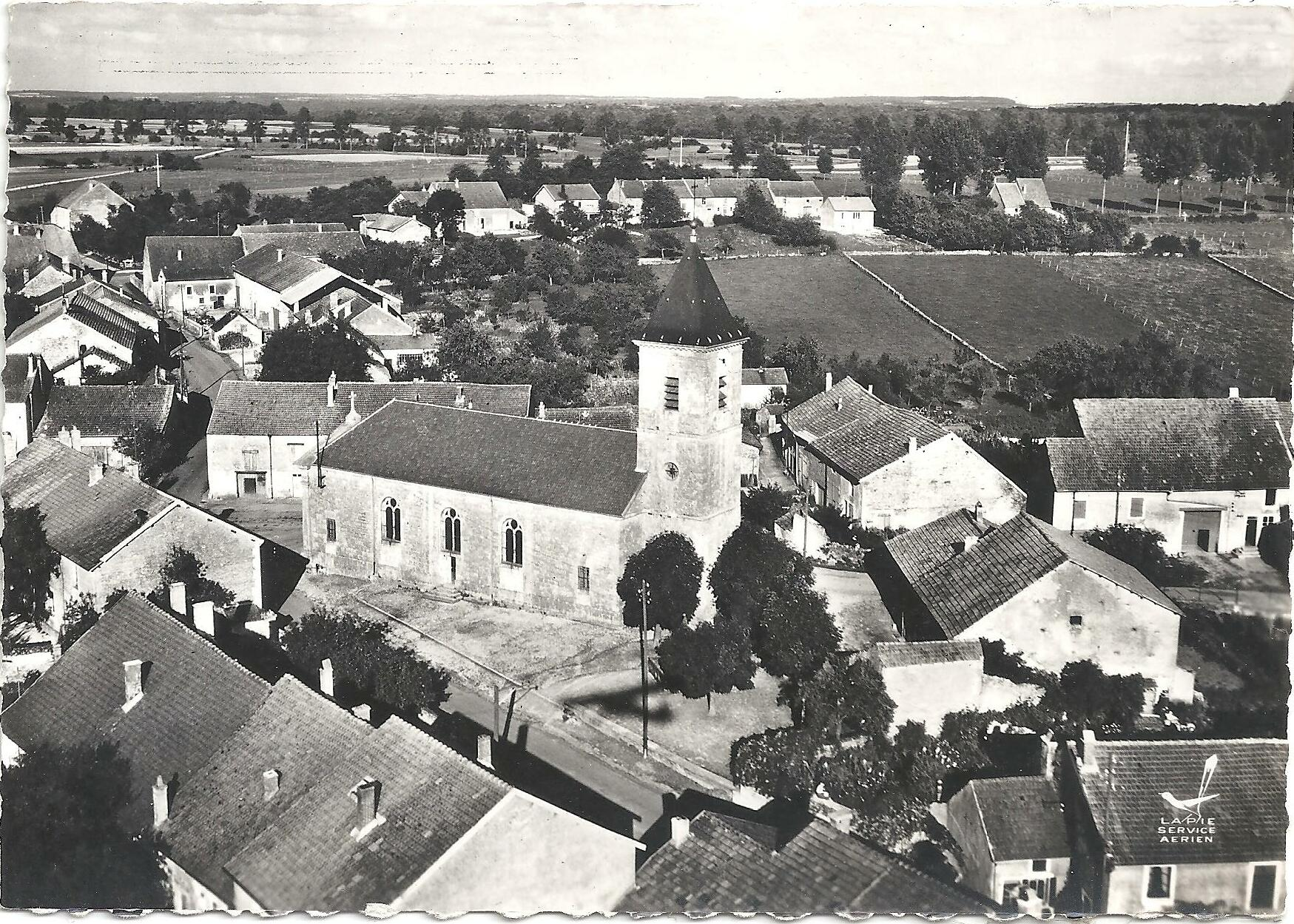
vue ancienne de Mandres-la-Cote
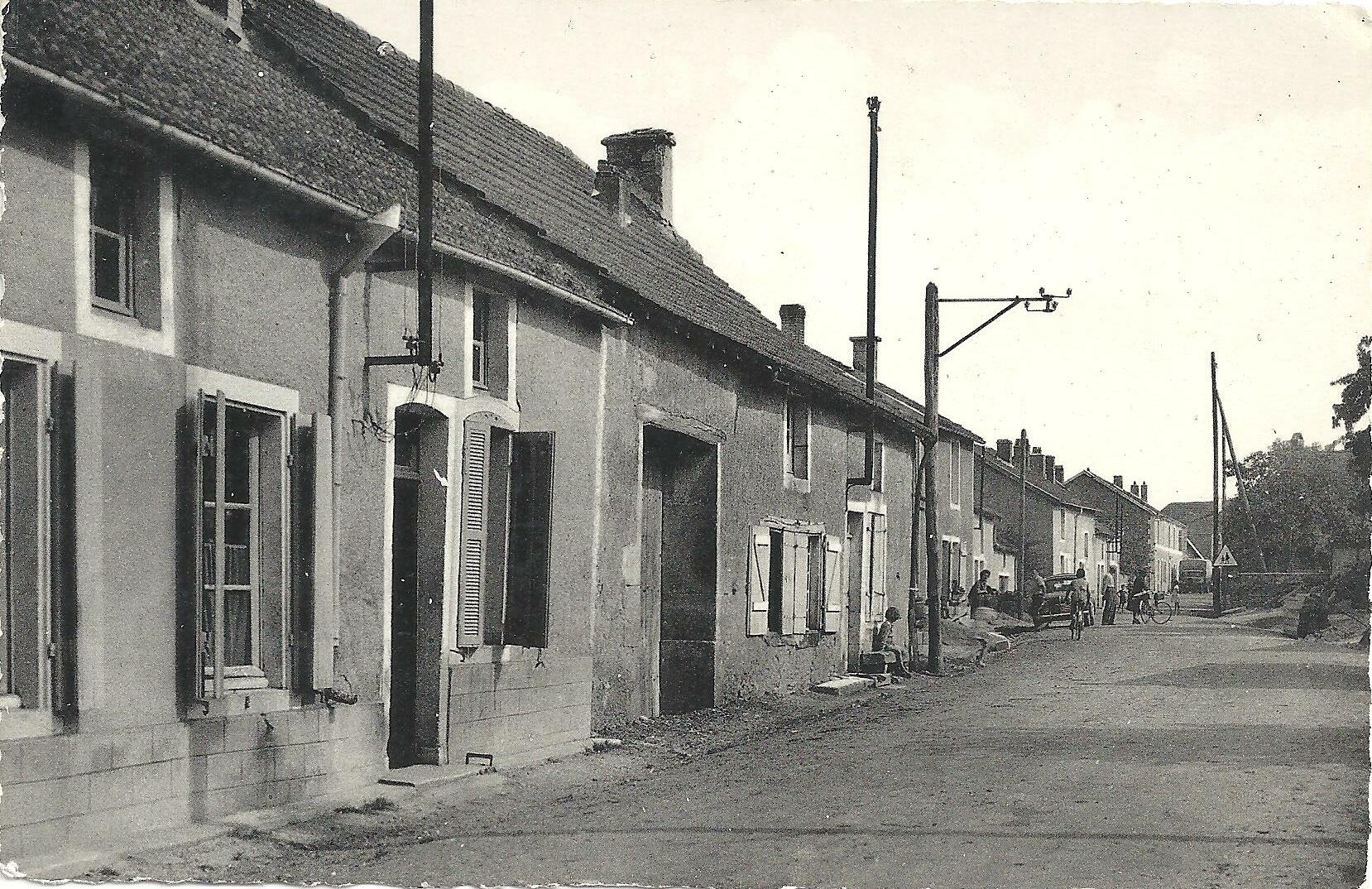
vue ancienne de la rue de Bourgogne
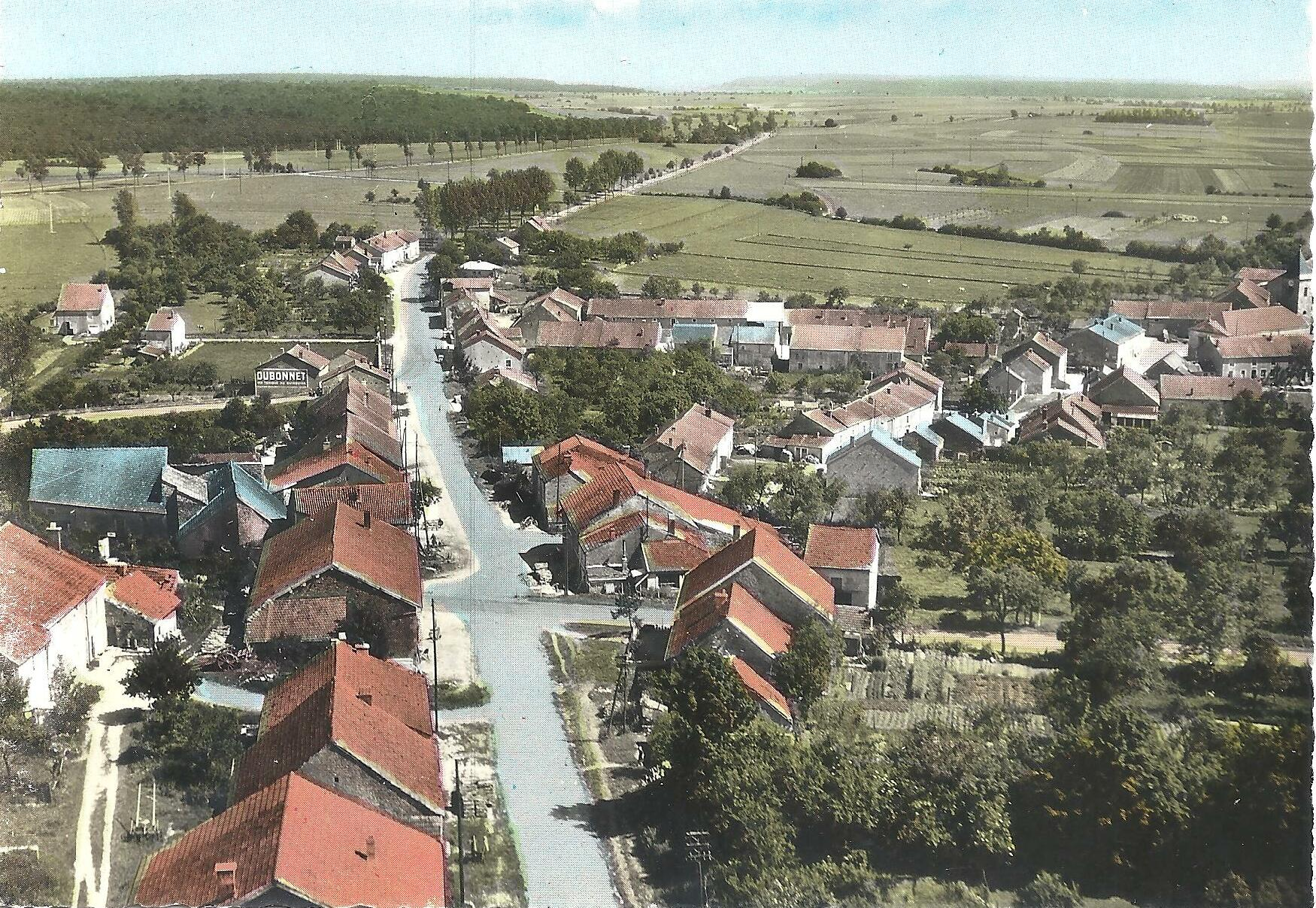
vue ancienne de la rue de Normandie et Provence
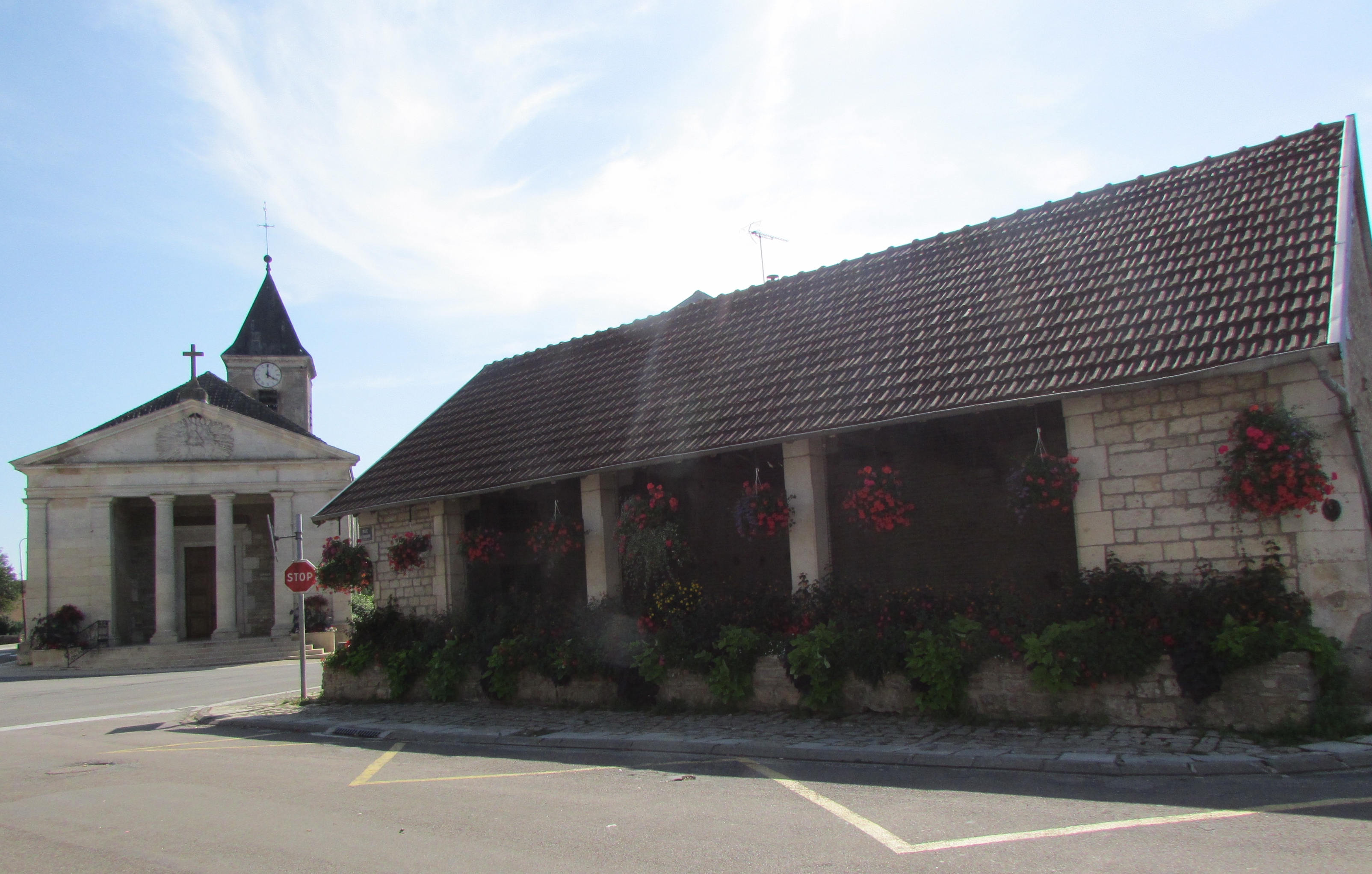
Le lavoir et l'église
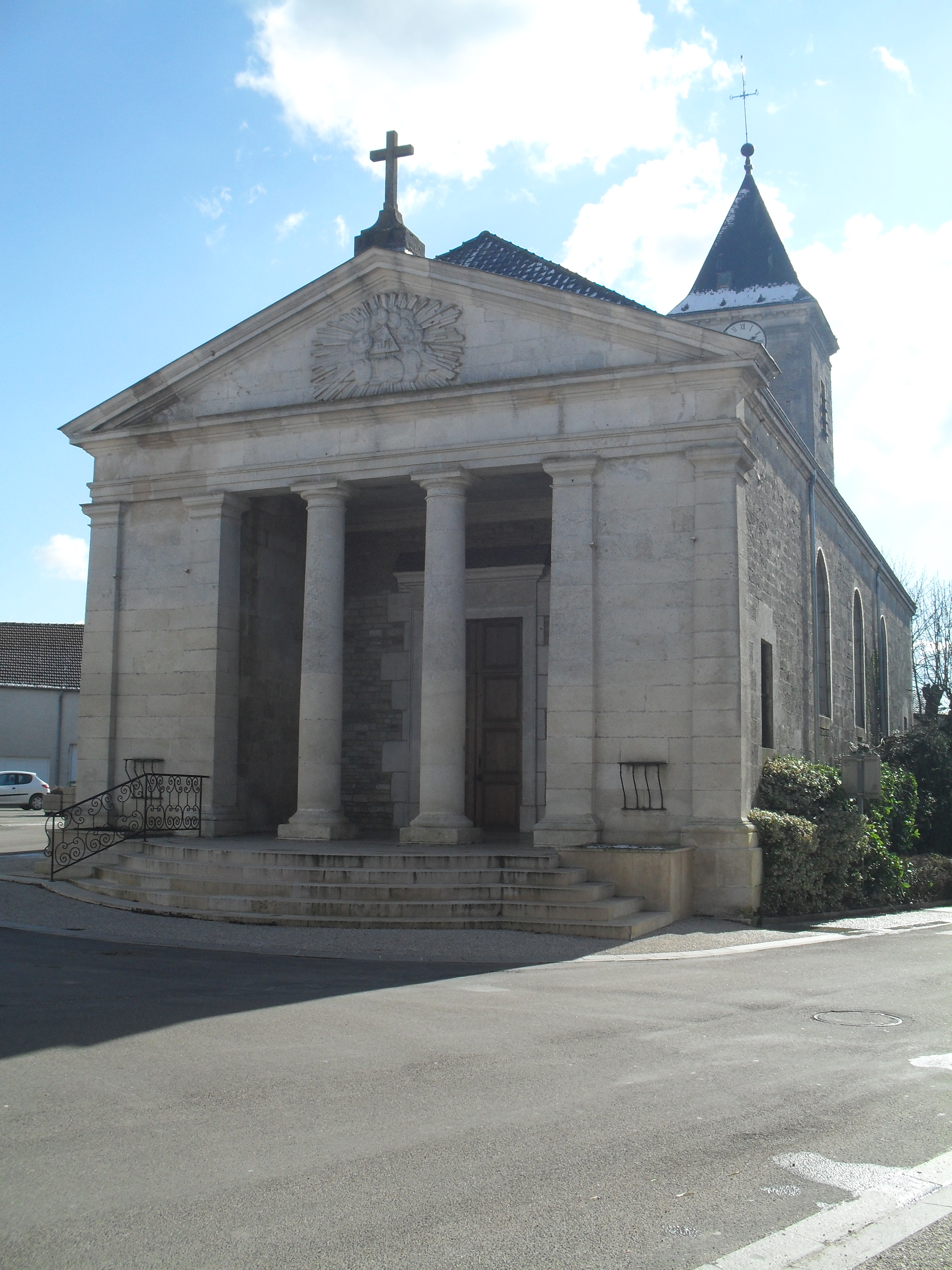
L'église de Mandres la Côte (côté Nord)
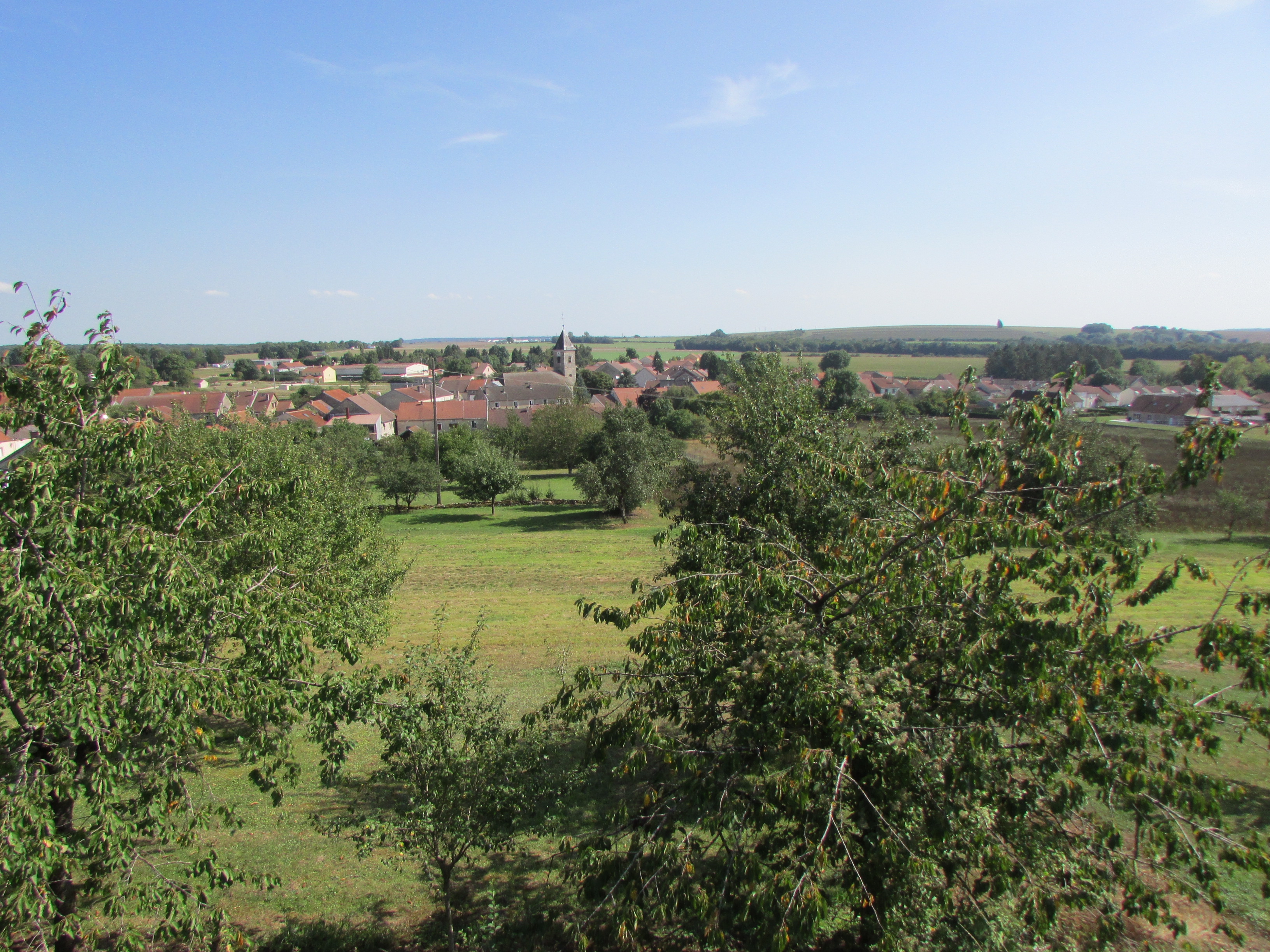
Vue générale.

### Héraldique
| Blason de Mandres-la-Côte | Blason  | D'azur à la bande d'or accompagnée de neuf billettes du même, cinq en chef et quatre en pointe ordonnées 2, 1 & 1.       |
| Blason de Mandres-la-Côte | Détails | Inspiré des armes de la famille de Mandres, qui portait sept billettes. Le statut officiel du blason reste à déterminer. |